# Savoureuse
Savoureuse je čtyřicet kilometrů dlouhá říčka ve Francii, která je hlavním tokem departmentu Territoire de Belfort. Jde o pravý přítok řeky Allaine patřící do povodí Rhôny.

## Popis toku

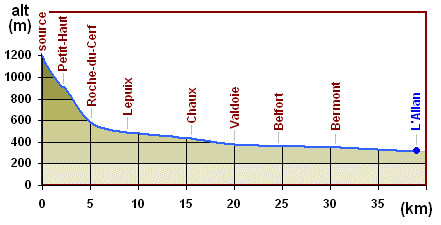
Podélný profil od pramene k ústí

Savoureuse pramení v nadmořské výšce 1190 m, sto metrů od vrcholové chaty na Ballon d'Alsace v katastru obce Lepuix. Zprvu klesá se spádem 200 ‰ jako bystřina přes balvany a vodopád Rummel. V této horské partii, v nadmořské výšce 920 m, je na ní zbudována malá zdrž vytvářející nádrž Petit-Haut. Prvních 600 výškových metrů tok sklesá do obce Roche-du-Cerf, kde leží nunatak Malvaux. Na úpatí hor se mění v říčku se spádem 28 ‰ a odvodňuje planinu až k městu Belfort. Před ním, od obce Giromagny, již teče spádem 10 ‰ a za ním protéká říční nivou spádem jen 4 ‰ až ke svému ústí do Allaine u Sochaux ve výšce 329 m. Celková délka toku je 41,2 km.

## Povodí
Povodí řeky s rozlohou 235 km² zahrnuje celou západní část departementu Territoire de Belfort (o rozloze 609 km²). Povodí jejího horního toku (k Giromagny) má sice rozlohu pouhých 30,5 km², ale tamější srážky, v zimním období sněhové, jsou velmi významné.

## Přítoky
Na svém horním toku do Giromagny přijímá Savoureuse vodu z mnoha potůčků, které stékají po úbočích karu a podél silnice na Ballon d'Alsace. Hlavními přítoky níže jsou (→ levý přítok, ← pravý přítok):
- ← potok Belles Filles (Beucinière ) v Lepuix
- ← Rhôme v Sermamagny
- → Rosemontoise ve Valdoie
- ← Douce v Bermontu

## Hydrologie

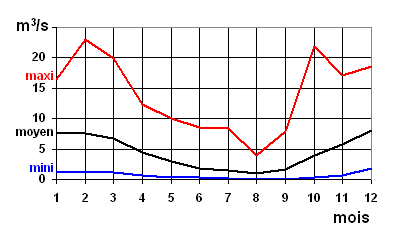
Graf ročního průtoku v Belfortu

Na Savoureuse jsou tři vodoměrné stanice: v Giromagny (U2345020) v nadmořské výšce 468 m s průměrným průtokem 1,47 m³/s (1974–2014), která sleduje povodí o rozloze 30,5 km²; v Belfortu (U2345030) v nadmořské výšce 357 m s průměrným průtokem 4,30 m³/s (1965–2014), která sleduje povodí o rozloze 141 km²; a ve Vieux-Charmontu (U2345040) v nadmořské výšce 317 m s průměrným průtokem 6,04 m³/s (1986-2014), která sleduje povodí o rozloze 235 km².
Okamžitý průtok kolísá od téměř nuly do 209 m³/s během povodně v roce 1990. Toto kolísání je způsobeno velkou proměnlivostí srážkového režimu v oblasti a slabou retenční kapacitou půd. Přestože horský masiv pramenné oblasti patří se svými 2 400 mm ročních srážek k nejdeštivějším místům ve Francii, stačí několik suchých dnů, aby průtok zdejších vodních toků významně klesl. Vzestup vodních hladin může nastat v zimě i bez srážek při silném oteplení, které způsobí tání sněhu pokrývající Vogézy. Když je oteplení spojeno se silnými dešti, nastává povodeň během několika hodin, jako téměř stejně rychle pomine poté, co srážky ustanou.

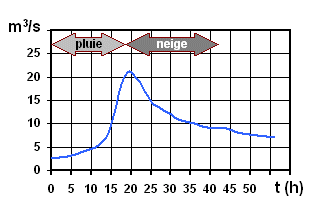
Povodeň na počátku března 2006

Historicky nejvyšší povodeň nastala 15. února 1990, kdy hladina v Belfortu dosáhla 2,39 m a způsobila značné škody, například most Magasin byl posunut, přestože odolal povodni v únoru 1970. Graf vlevo znázorňuje průtok v Belfortu během povodně na počátku března 2006. Ve dnech 3. a 4. března napadlo v celém regionu a zejména v departementu Territoire de Belfort značné množství sněhu – 45 cm v Belfortu a více než metr na vrcholcích jižních Vogéz. 7. a 8. března přišlo významné oteplení o více než 10 °C doprovázené mírným deštěm. Déšť rozpustil většinu sněhové pokrývky v povodí a způsobil rychlý vzestup hladiny.
Nejnižší stavy nastávají především v zimě za suchého a chladného počasí a v létě během dlouhotrvajícího sucha, i když je přerušeno bouřkami.

## Původ údolí

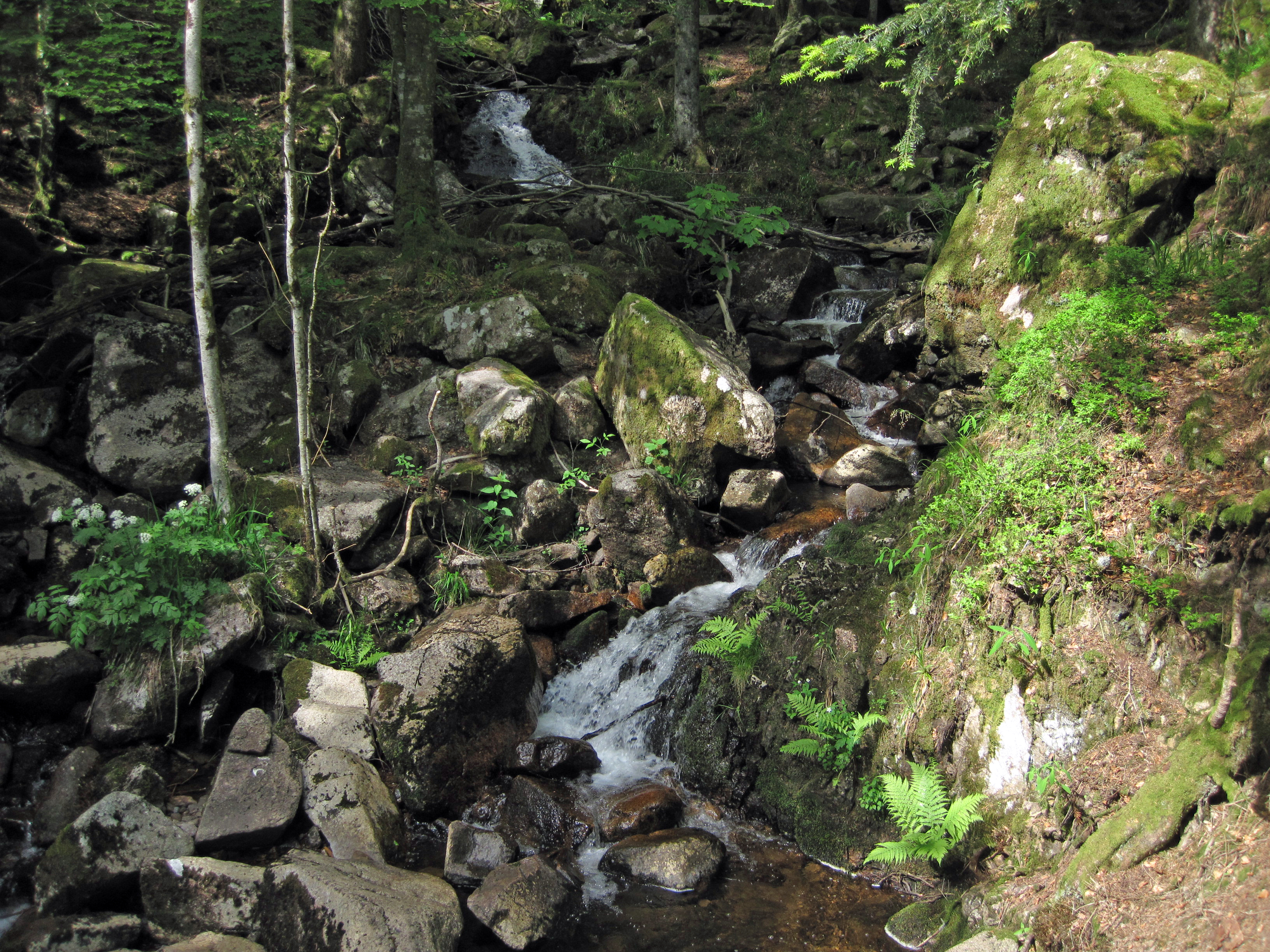
Vodopád Rummel

Savoureuse na svém horním toku (v katastru obcí Giromagny a Lepuix) odvodňuje údolí, které má tvar ledovcového údolí. Morénový till je v krajině patrný a u vsi Lepuix přehrazuje údolí. Výrazné nánosy, které jsou zde na dně údolí, nejsou vysvětlitelné současným, relativně nízkým průtokem vodního toku. Protože průtok stoleté vody dosahuje v Belfortu zhruba 200 m³/s, postačující objem vody mohl pocházet pouze z tajícího ledovce.
Při odtávání ledovce byla Savoureuse se svým přítokem Rosemontoise zadržena a po uvolnění se zátopová vlna přelila do v současné nivy říčky Rosemontoise. Následkem eroze morénových usazenin, které se nacházely na jejich soutoku, se oba toky od sebe později oddělily a koryto Savoureuse se posunulo západněji, takže se v současnosti stékají po proudu mnohem níže v obci Valdoie. V důsledku toho je rozsah mladých usazenin v nivě Savoureuse méně rozsáhlý než v nivě Rosemontoise, která má tudíž menší průtok.

## Sídla
Savoureuse protéká dvěma departementy Territoire de Belfort a Doubs a celkem patnácti obcemi v nich ležícími a někde tvoří jejich hranici mezi. Ve směru toku to jsou: Lepuix, Giromagny, Chaux, Sermamagny, Valdoie, Belfort, Danjoutin, Andelnans, Botans, Sevenans, Bermont, Trevenans, Chatenois-les-Forges, Nommay, Vieux-Charmont.

## Hospodářský význam
Jde o tok, který je historicky silně regulován pro zemědělskou a průmyslovou potřebu. Proběhlé průzkumy ukázaly, že od roku 1760 se hlavní tok zkrátil asi o 2,5 km (9 %). Regulací toku byly odstraněny četné meandry, čímž se zvýšila rychlost toku a snížilo se riziko povodní. Zároveň byla získána další orná půda především v říční nivě. Říční koryto toku bylo přeměněno na umělé zejména v Belfortu a okolí, přičemž se tok překládal na některých místech i vícekrát. Nově vybudované vodní nádrže byly využívány k průmyslovým účelům, nebo intenzivnímu rybářství. Těmito zásahy spolu s poklesem kvality vody se snížila zdejší biodiverzita a naopak masivně se rozšířila křídlatka japonská. K nápravným opatřením se začalo přistupovat až od prvního desetiletí 21. století výstavbou veřejné kanalizace, čištěním odpadních vod a zákazem výstavby v zaplavovaných územích.

## Původ jména
Jméno může pocházet z nářečního slovesa savour onomatopoicky vyjadřujícího zvuk při řezání pilou, protože řeka pohání množství vodních pil. Rovněž by mohla být odvozena od jména keltské bohyně vod Sequany, podobně jako Seina a Saôna.